# Шура-Маре (комуна)
Шура-Маре (рум. Șura Mare) — комуна у повіті Сібіу в Румунії. До складу комуни входять такі села (дані про населення за 2002 рік):
- Хамба (734 особи)
- Шура-Маре (2575 осіб) — адміністративний центр комуни

Комуна розташована на відстані 218 км на північний захід від Бухареста, 7 км на північ від Сібіу, 111 км на південний схід від Клуж-Напоки, 113 км на захід від Брашова.

## Населення
За даними перепису населення 2002 року у комуні проживали 3309 осіб.
Національний склад населення комуни:
| Національність   | Кількість осіб | Відсоток |
| ---------------- | -------------- | -------- |
| румуни           | 3102           | 93,7%    |
| цигани           | 141            | 4,3%     |
| німці            | 50             | 1,5%     |
| угорці           | 14             | 0,4%     |
| росіяни-липовани | 1              | < 0,1%   |
| греки            | 1              | < 0,1%   |

Рідною мовою назвали:
| Мова      | Кількість осіб | Відсоток |
| --------- | -------------- | -------- |
| румунська | 3109           | 94,0%    |
| циганська | 145            | 4,4%     |
| німецька  | 44             | 1,3%     |
| угорська  | 9              | 0,3%     |
| російська | 1              | < 0,1%   |
| грецька   | 1              | < 0,1%   |

Склад населення комуни за віросповіданням:
| Релігія                                       | Кількість осіб | Відсоток |
| --------------------------------------------- | -------------- | -------- |
| православні                                   | 3112           | 94,0%    |
| греко-католики                                | 86             | 2,6%     |
| лютерани (Аугсбурзького сповідання)           | 42             | 1,3%     |
| п'ятдесятники                                 | 32             | 1,0%     |
| адвентисти                                    | 9              | 0,3%     |
| римо-католики                                 | 4              | 0,1%     |
| реформати                                     | 3              | 0,1%     |
| бретрени                                      | 3              | 0,1%     |
| баптисти                                      | 1              | < 0,1%   |
| лютерани (Синодально-пресвітеріанська церква) | 1              | < 0,1%   |
| не вказали релігію                            | 2              | 0,1%     |